# Angolszász krónika
Az Angolszász krónika óangol nyelven írt annalesek gyűjteménye, amely az angolszászok történetét beszéli el. A Római Birodalom britanniai uralmának végétől a normann hódítás évtizedekig terjedő időszak eseményeinek egyik legfontosabb, sőt legnagyobbrészt egyetlen írott történeti forrása. Szövege az óangol és a korai középangol nyelv kutatásában szintén nélkülözhetetlen.
A krónika eredetije valószínűleg a 9. század végén a Wessexi Királyságban íródott, Nagy Alfréd uralkodása idején (871–899). Erről a példányról számos másolat készült, amelyeket angliai kolostorokba juttattak el. A másolatokat azután a szerzetesek egymástól függetlenül frissítették, az egyiket még 1154-ben is. Az annalesek legkorábbi bejegyzése a Kr. e. 60. évről szól (ekkorra teszik Julius Caesar valójában Kr. e. 55-ben és 54-ben zajlott britanniai invázióinak dátumát).
Az Angolszász krónikának kilenc – teljes vagy hiányos – kézirata maradt ránk, egyik sem az eredeti szövegé, és történeti jelentőségük sem azonos. A legkorábbit még Alfréd uralkodásának végén kezdték írni, a legkésőbbit 1116-ban a Peterborough-i Apátságban pusztító tűzvész után. A kilenc kéziratból hetet a British Libraryban őriznek, egy Oxfordban, a Bodleian Könyvtárban, egy pedig Cambridge-ben, a Corpus Christi College Parker könyvtárában található.

## Keletkezése
A témával foglalkozó történészek általános véleménye szerint az Angolszász krónika a 9. század végén íródott, a Wessexi Királyságban, a mai Dél-Angliában. Az eredeti szöveg összeállítása után arról másolatokat készítettek, amelyeket különböző kolostorokba juttattak el. Az első másolatokból még továbbiak is készültek, akár más kolostorok használatára, akár elveszett kéziratok pótlására. Az egyes másolatokat egymástól függetlenül frissítették. A fennmaradt kéziratok mindegyike későbbi másolat, nem az eredeti szöveg alapján írták, így teljes bizonyossággal nem állapítható meg, mikor és hol készült a krónika eredetije.
Richard Abels szerint „a történészek alapvetően megegyeznek abban, hogy az eredeti krónika a 890. évet is magában foglalta”. A 893-ban készült Vita Ælfredi regis Angul Saxonum, Asser püspök latin nyelvű műve Alfréd király életéről már tartalmaz belőle részleteket, így mindenképp ennél korábban fejezhették be.
Simon Keynes és Michael Lapidge felveti, hogy „a vikingek Angliába való visszatérése lehetett az Angolszász krónika »megjelenésének« oka 892 végén vagy 893 elején”.
A szöveg írásának kezdetét már nem lehet ilyen egyértelműen megállapítani, de mivel Alfréd király nagy támogatója volt a kultúrának és a tudománynak, és az angol nyelv használatát is szorgalmazta, valószínű, hogy az is az ő uralkodásának idejére esett (vagyis 871 után történt).
Az Angolszász krónika keletkezési helyével kapcsolatban már nehezebb a találgatás. Wessex fővárosa, Winchester tűnik a legjobb jelöltnek – különösen ha a történeti mű valóban Alfréd szorgalmazására készült –, ám a valóban e városban íródott szövegváltozat, a Winchesteri krónika a legjobb esetben is az eredeti másolatának másolata, és mivel tudjuk, hogy az első másolatokat az eredeti megírásának helyéről más városok kolostoraiba vitték, lehetséges, hogy a krónika eredetije nem Winchesterben készült.

## Fennmaradt kéziratai
A kilenc fennmaradt kéziratból hét teljes terjedelmében óangol nyelven íródott. A Kétnyelvű canterburyi kivonat (Bilingual Canterbury Epitome) néven ismert változat az óangol latin fordítását is tartalmazza. A Peterboroughi krónika legutolsó fejezete pedig óangol helyett középangol nyelvű.
A legrégebben keletkezett kézirat a Winchesteri vagy Parker-krónika (Corp. Chris. MS 173), amelynek első másolója a 9. század végén dolgozott.
A krónika hat kéziratát 1861-ben Benjamin Thorpe rendezte sajtó alá a brit kormányzat által támogatott, elsődleges történelmi forrásokat közzétevő Rolls könyvsorozat számára. A szövegváltozatok könnyű összehasonlítása végett azokat oszlopokban rendezte el, amelyeket nagybetűkkel jelzett A-tól F-ig; a további három kéziratot a történészek később G, H és I betűkkel jelölték.
Az Angolszász krónika fennmaradt kéziratai a következők:
| Változat   | Krónika neve                                                 | Őrzési helye                                                 | Kézirat jelzete               |
| ---------- | ------------------------------------------------------------ | ------------------------------------------------------------ | ----------------------------- |
| A          | Winchesteri (vagy Parker-) krónika                           | Parker Könyvtár, Corpus Christi College, Cambridge-i Egyetem | 173                           |
| B          | Abingdoni krónika I                                          | British Library, London                                      | Cotton Tiberius A. vi         |
| C          | Abingdoni krónika II                                         | British Library                                              | Cotton Tiberius B. i          |
| D          | Worcesteri krónika                                           | British Library                                              | Cotton Tiberius B. iv         |
| E          | Peterborough-i (vagy Laud-) krónika                          | Bodleian Könyvtár, Oxfordi Egyetem                           | Laud misc. 636                |
| F          | Bilingual Canterbury Epitome (Kétnyelvű canterburyi kivonat) | British Library                                              | Cotton Domitian viii          |
| G / A2 / W | a Winchesteri krónika másolata                               | British Library                                              | Cotton Otho B. xi + Otho B. x |
| H          | Cotton-töredék                                               | British Library                                              | Cotton Domitian ix            |
| I          | An Easter Table Chronicle (Húsvéttáblázat-krónika)           | British Library                                              | Cotton Caligula A. xv         |

### A kéziratok közötti kapcsolatok

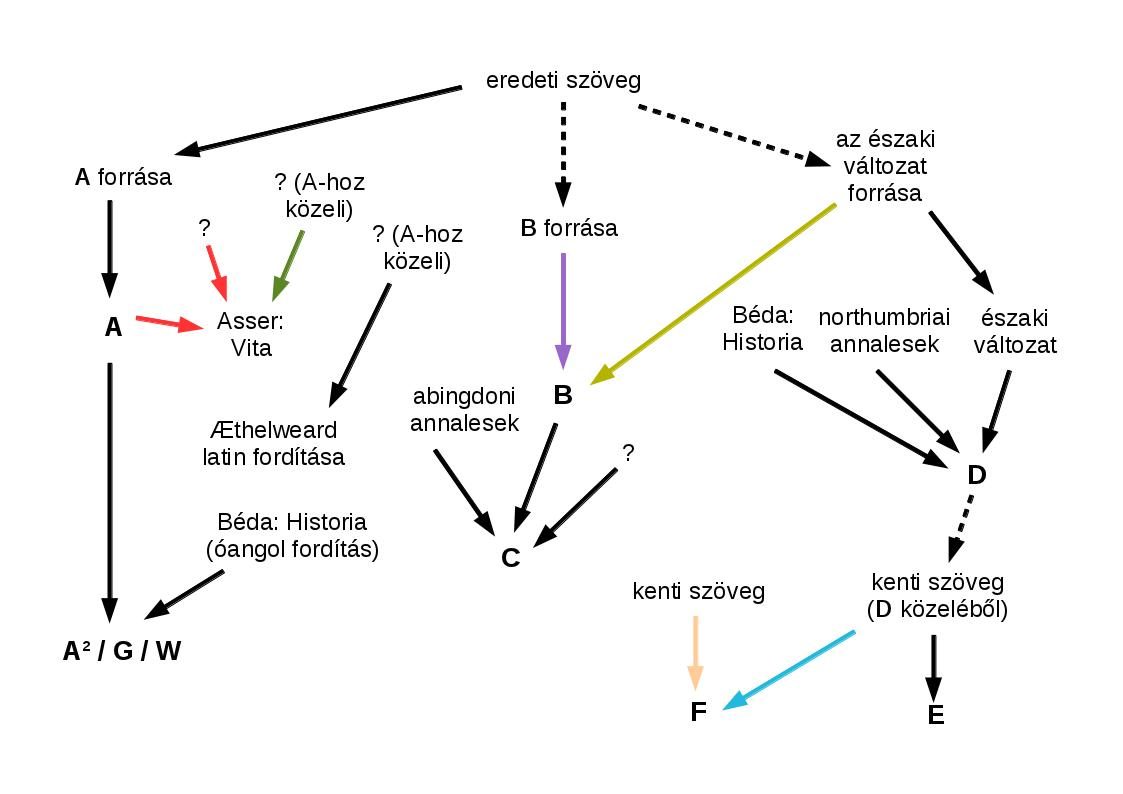
Az Angolszász krónika kéziratainak és forrásainak feltételezett kapcsolatai. [H] és [I] helyét nem lehet biztonsággal megállapítani. A szaggatott nyilak azt jelzik, hogy a kapcsolat nem feltétlenül közvetlen. Az eltérő színű nyilak a kézirathoz köthető források vagylagosságát mutatják.

Elfogadott feltételezés szerint a kéziratok mindegyike ugyanarra az eredeti szövegre vezethető vissza, de a ránk maradt szövegek nem egyszerű másolatok, a köztük lévő kapcsolatok jóval összetettebbek. A jobb oldalon látható ábra segít az áttekintésükben, alant pedig rövid leírásuk olvasható.
- [A] 891 előtt készült, talán csak egy-két évvel az eredeti után, vagyis forrása az eredetiből készült másolat lehetett.
- [A2] / G / W az [A] kézirat másolata kiegészítve Szent Béda Historia ecclesiastica gentis Anglorum című művének óangol fordításából (egész pontosan annak egy 10. századi másolatából), Winchesterben készült 1001-1013 között.
- Asser 893-ban készült Vita Ælfredi regis Angul Saxonum című latin nyelvű műve a krónika 849-887 közötti bejegyzéseinek fordítását tartalmazza. A Vita írásának idején a fennmaradt változatok közül még csak [A] lehetett kész, Asser azonban ennek szövegétől több helyen is eltért (pl. a [D] szerzőjéhez hasonlóan kihagyta Esla nevét Alfréd genealógiájából), így elképzelhető, hogy egy olyan változat is a keze ügyében volt, amely később elveszett. Egy másik lehetőség, hogy Assernek egyetlen forrása volt, egy előttünk ismeretlen [A]-hoz közeli szöveg ([A] másolata vagy [A] forrásának másolata).[10]
- A történész Æthelweard a 10. század vége felé (975-983? között) latinra fordította a krónikát. Az általa használt szöveg valószínűleg az [A] változat környezetéből származott, de közelebbit nem tudni róla.[11]

A2, Asser Vitája és Æthelweard műve mind [A], vagy annak ismeretlen forrása körül helyezhető el – ezekkel szemben elkülöníthetők, és talán egy közös forrásra is visszavezethetők a [B] (→[C]) és [D] (→[E] →? [F]) jelű szövegek.
- [B] ismeretlen forrásból készült, amely esetleg az ún. északi változat (és így közvetve [D]) forrásával egyezik meg.
- Az Abingdoni apátságban a 11. század közepén készített [C] fő forrása [B] volt, de a rajta dolgozó írnoknak egy másik, ismeretlen szövegváltozat is a rendelkezésére állt, és abingdoni annalesekből is merített.
- [D] 1054 körül, Worcesterben keletkezett, egy feltételezett északi szövegváltozaton alapul, részleteket tartalmaz Béda Historiájából és 8. századi northumbriai annalesekből.
- Az [E] változat anyaga, úgy tűnik, ugyanazokból a forrásokból származik, mint [D]-é, de egyes részletek – pl. a Merciai regisztrum – kimaradtak belőle. A kézirat a Peterborough-i apátságban készült valamikor 1116 után (talán 1121 körül), egy az óangol kenti nyelvjárásában (talán Canterburyben) írt szövegből másolták.
- Az [F] változatot 1100 körül másolták le Canterburyben egy kenti nyelvjárású szövegből, talán ugyanabból, amelyet [E]-hez használtak.
- [H] forrása nem határozható meg, van némi bizonyíték arra, hogy 1113-1114-ben Winchesterben vezették.
- [I] forrása sem határozható meg, valamikor 1073 után és talán még 1085 előtt írták, talán Canterburyben.

Valamikor 1120-1140 között Abingdonban egy ismeretlen szerző tollából született a Szent Neot annalesei című latin nyelvű mű, amelyben fellelhetőek a krónika anyagának egyes elemei, de nehéz megmondani, melyik változatból, mert az évkönyvíró jelentősen megválogatta a felhasznált anyagot. Lehetséges, hogy a forrás egy északon készült átdolgozás, vagy egy abból készült latin nyelvű szöveg volt.
A fent leírt kéziratok mindegyikében megtalálható egy kronológiai hiba a 756. és a 845. évek között, a Szent Neot annaleseinek szerzője azonban olyan – vélhetően korábbi – szöveget használt, amelyben a hiba még nem jelent meg. Æthelweard forrásszövege is tartalmazta a kronológiai hibát, a 885. évi bejegyzésben azonban megtalálható benne egy olyan mondat, amely viszont az összes többi kéziratból kimaradt. Tehát a kronológiának és a mondat kihagyásának hibái két külön másolás során keletkeztek, vagyis a fennmaradt kéziratok mindegyike legalább két lépésre van az eredetitől.

### A kéziratok története

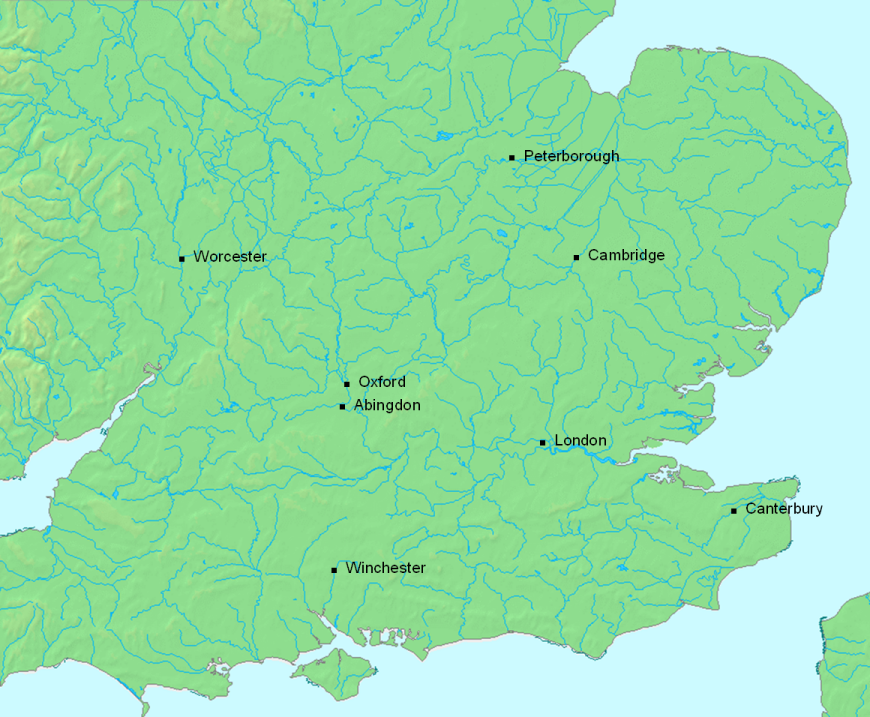
A térképen a krónika ismert kéziratainak keletkezési helyei láthatók, és azok a városok, ahol jelenleg őrzik őket (London, Oxford, Cambridge)

#### [A] – Winchesteri krónika
A Winchesteri (vagy Parker-) krónika a legrégibb a fennmaradt kéziratok közül. Első másolója a 9. század végén (még Alfréd uralkodása idején) dolgozott. Az általa írt utolsó bejegyzés a 891. évi, és az ő kezétől származik még a soron következő év száma (DCCCXCII) a következő sor margóján, de ahhoz az évhez már egy másik írnok készítette el a bejegyzéseket.
Az Alfréd genealógiájával kezdődő Winchesteri krónika kódexében az 1-32. fóliókat foglalja el. A krónika első bejegyzése a Kr.e. 60. évet tárgyalja.
A Winchesteri krónikához már a 9. század végén is különböző kezek fűzték az újabb bejegyzéseket, vagyis már ekkor rendszeres használatban lehetett. A 925-955 közötti évek bejegyzéseit egyetlen írnok, a sorban nyolcadik készítette. Az ismeretlen Winchesterben élt, mivel ottani eseményekről is szót ejt, és a 'város' jelentésű ceaster szóval utal Winchesterre.
A kódexbe a 924. évi bejegyzés után Nagy Alfréd és Wessex egy korábbi királya, Ine (688-726) törvénygyűjteményét kötötték.
A kódexet valamikor a 11. század elején Canterburybe vitték át, erről azoknak a könyveknek a listája tanúskodik, amelyeket Matthew Parker Canterbury érseke (1559-1575) adott át az általa vezetett cambridge-i Corpus Christi College-nak. Parker a kolostorok feloszlatása (1536-1541) után jutott hozzá a kódexhez, amelyet halála után a Corpus Christire hagyott.
Canterburyben a Winchesteri krónika kéziratába egyes helyeken betoldások kerültek, amelyek miatt a szöveg bizonyos részeit kitörölték. A betoldások szövege vélhetően ugyanazon a forráson alapul, amelyből [E] származik.
Az utolsó óangol nyelven írt bejegyzés az 1070. évé. Ez után a latin nyelvű Acta Lanfranci következik, amely a egyház történéseit taglalja 1070-1093 között. Ezt követi a pápák listája, valamint azoknak a canterburyi érsekeknek a névsora, akiknek az egyházfők a hatalmukat jelképező palliumot küldték.

#### [B] – Abingdoni krónika I
A [B] kézirat egyetlen, a 10. század második felében élt írnok munkája. Kódexének 1-34. fólióit foglalja el.
A Kr.e. 60. évvel kezdődik és a Kr.u. 977. évvel zárul. Bevezetését valamikor különválasztották tőle, de a szöveg nem veszett el, ma a British Libraryben található. A bevezetésben egy genealógia olvasható, amely a Winchesteri krónika bevezetőjének genealógiájától eltérően még a 10. század végére is kiterjed.
A [B] szövegváltozatról tudható, hogy a 11. század közepén Abingdonban volt, mivel az ott készült [C] forrásaként szolgált. Nem sokkal [C] megírása után Canterburybe került, ahol javításokat és betoldásokat eszközöltek rajta. A Winchesteri krónikához hasonlóan [B] is a pápák és a canterburyi érsekek névsorával zárul.

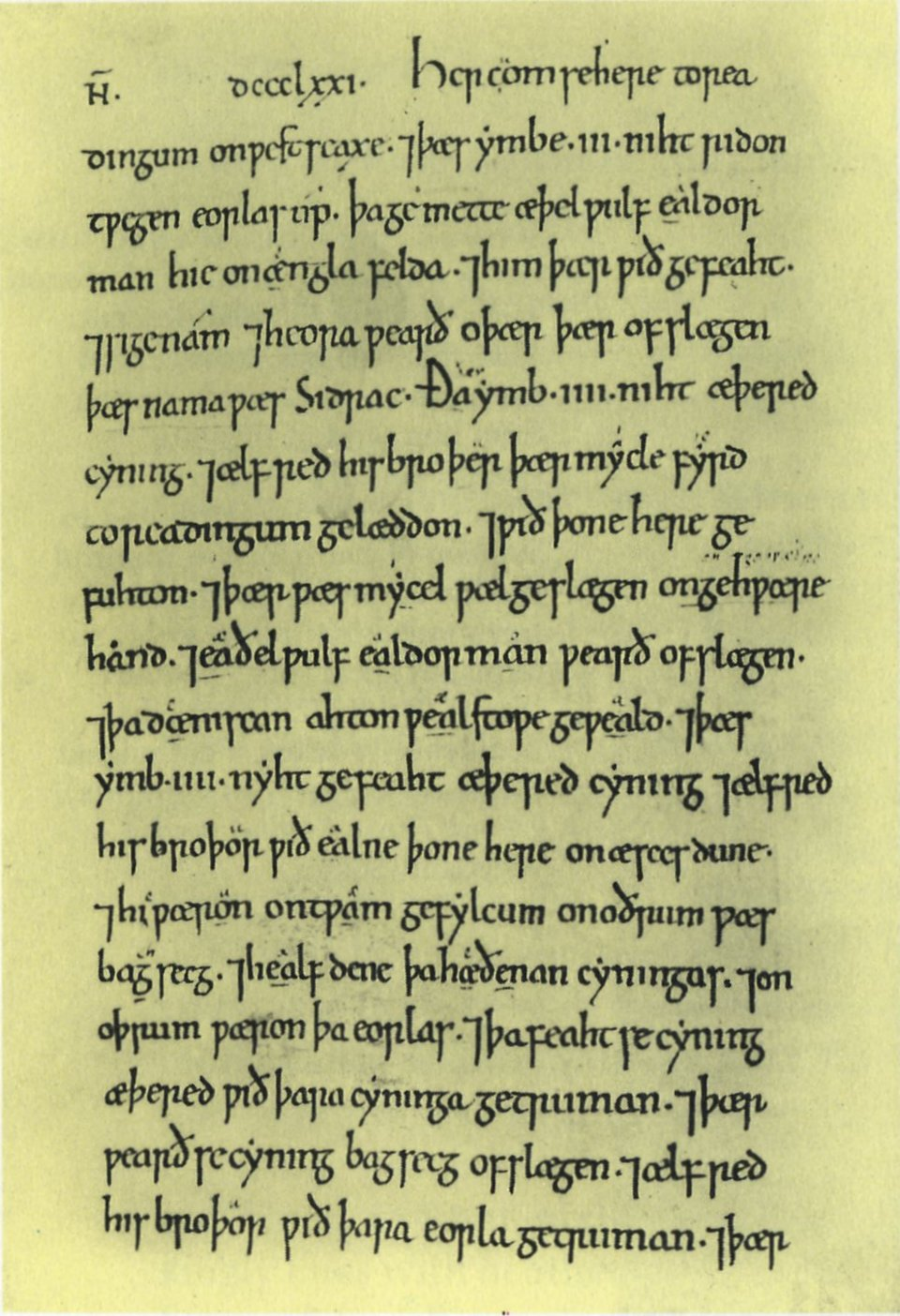
Egy lap az Angolszász krónika [C] szövegváltozatából. A szöveg a Wessexi Királyság és a vikingek között 871-ben dúló harcokat írja le (az első sorban látható az évszám: DCCCLXXI)

#### [C] – Abingdoni krónika II
Az Abingdonban keletkezett [C] forrásai a [B] kézirat és helyi annalesek voltak.
Kódexében a 115-164. fóliókon található. Előtte Orosius világtörténetének óangol fordítása (amelyet egyesek Nagy Alfréd királynak tulajdonítanak, valószínűleg helytelenül), egy menologium (a rend tiszteletre méltó elhunyt tagjainak jegyzéke), valamint a természet és az emberiség törvényeiről szóló gnomikus költemények.
A krónika ezen kézirata is a Kr.e. 60. évvel nyit. Az első írnok a 490. évig készítette el a bejegyzéseket, a munkáját folytató második kéz írása az 1048. évvel zárul. 491 és 652 között [C] megegyezik [B]-vel, onnantól kezdve azonban a két változatban eltéréseket találunk, vagyis a második írnoknak a krónika egy másik szövegváltozata is a keze ügyében volt. A második írnok a 915. év bejegyzése után a kódexbe másolta a Merciai regisztrumot, amely a 902-924 közötti évekről szól, és főalakja Alfréd legidősebb leánya, Æthelflæd. A közbevetés után a krónika szövege az 1066. évig folyamatos, ahol a Stamford Bridge-i csata leírásakor félbeszakad. Az ütközet elbeszélését valamikor a 12. században kerekítették ki néhány sorral.

#### [D] – Worcesteri krónika
A [D] kézirat valószínűleg a 11. század közepén készült. Az 1054. évig a bejegyzéseket öt kéz írta, ezután frissítették rendszeresen. Mivel 1033 után Worcesterről szóló feljegyzések is szerepelnek benne, attól az évtől kezdve ebben a városban vezethették.
A Worcesteri krónika több az északi országrészhez és Skóciához kapcsolódó eseményről tesz említést, mint a többi kézirat, ezért feltehető, hogy egy angol befolyás alatt álló skót udvar számára készült vagy észak-angliai források alapján, vagy egy észak-angliai városban, talán Yorkban. 972-1016 között a yorki érseki és a worcesteri püspöki hivatalt ugyanaz a személy töltötte be: Oswald 972-től, Ealdwulf 992-től és Wulfstan 1003-tól – ez lehet a magyarázata annak, hogy egy északi történésekkel foglalkozó szöveg Közép-Angliában (annak is a déli részén) lévő városban bukkan fel.
A szöveg írói felhasználták Szent Béda egyháztörténeti művét (Historia ecclesiastica gentis Anglorum) és 8. századi northumbriai annalesek anyagát. Egyikük maga Wulfstan yorki érsek (1002-1023) lehetett.
A 16. századra a kézirat egyes részei elvesztek; tizennyolc lapnyi más forrásokból (köztük az [A], [B], [C] és [E] kéziratokból) származó anyaggal pótolta őket John Joscelyn, Matthew Parker titkára.

#### [E] – Peterborough-i krónika
1116-ban tűz pusztította el a Peterborough-i kolostor nagy részét. Az Angolszász krónika ott őrzött példánya is odaveszhetett, mert a kolostor hamarosan egy új másolatot rendelt. A ma Peterborough-i krónika néven ismert szöveg forrása az óangol nyelv kenti nyelvjárásában, valószínűleg Canterbury városában írt kézirat volt, amely leginkább [D]-hez hasonlíthatott, de nem tartalmazta a Merciai regisztrumot. Szintén hiányzott belőle a 937-es brunanburhi csatáról szóló költemény, amely az Angolszász krónika legtöbb kéziratában megtalálható.
A másoláson egyetlen írnok dolgozott az 1121. évi bejegyzésig. Az 1121-1131 közötti szövegek is az ő kezétől származnak, de nem folytatólagosan készültek, vagyis az 1120-as években már évenként vezethették az annalest, amelyben időnként a Peterborough-i apátságról is szó esik. 1154-ben egy másik írnok jegyezte le az 1132-1154 közötti történéseket középangol nyelven, helyenként pontatlan dátumozással. A kéziratban néhol latin glosszák találhatók.
Egy 1566-os antikváriumi jegyzék 'A Peterborough-i templom szász története' (the Saxon storye of Peterborowe church) címen említi. John Joscelyn szerint az [E] szöveg egy átirata a 16. századi antikvárius, Laurence Nowell birtokában volt. Magának [E]-nek a tulajdonosai a 16. század végén és a 17. század elején a történész-térképész William Camden és az irodalomtörténész William Lisle voltak, a kézirat későbbi névadója, William Laud canterburyi érsek (1633-1654) valószínűleg utóbbitól jutott hozzá.

#### [F] – Canterburyi kétnyelvű kivonat
1100 körül a canterburyi Szent Ágoston-apátság egyik szerzetese – valószínűleg az [A] kéziratban betoldásokat tevők valamelyike – elkészítette az Angolszász krónika egy újabb, kivonatos másolatát. A szövegben az óangol bejegyzések és azok latin fordításai váltakoznak egymással. A másoló forrása hasonló lehetett ahhoz, amelyet [E] készítője használt.
A bevezető anyaga megegyezik a [D] változatéval. [E]-hez hasonlóan [F]-ben sem szerepel az összes többi szövegváltozatban meglévő brunanburh-i csatáról szóló költemény. A kézirat számos, a lapok szélére vagy a sorok közé írt megjegyzést tartalmaz – részben az eredeti írnok, részben későbbi írnokok (köztük a 16. század első felében élt Robert Talbot) tollából.

#### [G] / [A2] / [W] – A Winchesteri krónika másolata
A Winchesteri krónika ezen másolata valamikor a 11. század elején készült el. Az utolsó bejegyzés az 1001. évi, a másolat tehát ennél nem lehet korábbi; a szöveghez csatolt, püspököket felsoroló listából pedig arra lehet következtetni, hogy az írnok 1013 előtt dolgozott. [A] mellett a kézirat másik forrása volt Béda egyháztörténetének egy óangol fordítása, pontosabban annak egy 10. században keletkezett másolata.
[G]-t a British Library elődjében, Sir Robert Bruce Cotton könyvgyűjteményében őrizték a londoni Ashburnham House-ban, ahol egy 1731-ben kitört tűzvészben majdnem megsemmisült. Az eredeti 34 levélből csak 7 maradt meg (a 39-47. fóliók). A szöveg azonban teljes terjedelmében ismert, mivel a Peterborough-i krónika kapcsán már említett Laurence Nowell annak idején készített belőle egy átiratot. Ezt vette alapul az Angolszász krónika 1643-ban Abraham Wheelocke által kiadott editio princepse.
Wheelocke után a kéziratra néha [W] jelzéssel utalnak. A 19. századi kutatók közül Charles Plummer még [A], Benjamin Thorpe már [G] betűvel hivatkozik a Winchesteri krónika másolatára, a 20. század elején Albert Hugh Smith nyomán terjedt el az [A]2 megjelölés.

#### [H] – Cotton-töredék
A Cotton-töredék egyetlen levélből áll, amelyen az 1113-1114. évek feljegyzései olvashatók. Az 1113. évi szöveg azt írja valakiről, hogy az illető „Winchesterbe jött”, ennek alapján feltehető, hogy a kézirat ott készült. A rövid töredéknek a többi szövegváltozathoz fűződő kapcsolatait nem lehet biztonsággal megállapítani. Neil Ripley Ker felveti, hogy a feljegyzések a megadott években készülhettek.

#### [I] – Húsvéttáblázat-krónika
A Húsvéttáblázat-krónika egy súlyosan megégett kéziratköteg 133-137. fólióin található. A kéziratban olvashatók még bájolásokról szóló feljegyzések, egyházi szertartások dátumával kapcsolatos számítások (innen a kézirat neve) és a canterburyi katedrális annalesei. Magának a krónikának a bejegyzései is jórészt a katedrálissal foglalkoznak; 1109-ig (Canterburyi Alzelm haláláig) angolul íródtak, ezután (egy kivétellel) latin nyelvűek.
[I] egy részét nem sokkal 1073 után készítette ugyanaz a kéz, amelytől a kézirat többi része is származik (még az ismeretlen írnok által használt tinta is ugyanaz). 1085 után a bejegyzéseket más-más személyek vetették papírra.
A normann hódítás első évében az eredeti írnok csak Hitvalló Eduárd király halálát és Harold hatalomátvételét jegyezte fel, később valaki más egy Hódító Vilmosról szóló mondatot is hozzáadott a szöveghez:
1066. Ekkor meghalt Eduárd király és Harold earl ragadta magához a királyságot és negyven hétig és egy napig tartotta. És ekkor jött Vilmos és meghódította Angliát.
A kéziratról tudjuk, hogy valamikor a középkorban a canterburyi Szent Ágoston-apátság falain belül őrizték.

#### Elveszett kéziratok
Az északkelet-angliai Durham könyvtárának a 12. század közepén összeállított katalógusa valószínűleg az Angolszász krónika két kéziratára utal cronica duo Anglica név alatt. A [D], illetve közvetve az [E] és az [F] szövegváltozatok közös forrása a kutatók szerint egy észak-angliai városban vagy legalábbis északi források felhasználásával írt szöveg volt. Az elveszett 12. századi durhami kéziratok is ennek az északi szöveghagyománynak a folytatói lehettek.
A Matthew Parker által a Corpus Christie College-nak adományozott kéziratok között volt eynshami Ælfric angol nyelvű latin nyelvtana és glosszáriuma, amelyet még a 16. században kötöttek össze más szövegekkel. A köteg ma a Cambridge-i Egyetem könyvtárában található, ám az idők során 52 levele – köztük az Angolszász krónika szövegét tartalmazó, Historia Angliæ Saxon című rész – elvesztek.

## Az Angolszász krónika mint történeti forrás megbízhatósága

### A krónika forrásai
A korai bejegyzések anyaga (a 110. évig mindenképp) valószínűleg a krónika írásának idején elérhető rövid világtörténetekből származik. Béda egyháztörténetének kronológiai összefoglalója biztosan a források között volt; a northumbriai és a merciai uralkodók genealógiái és uralkodási éveik és a wessexi püspökök listája szintén különböző korai forrásokra mehetnek vissza. Az 5. és 6. századi bejegyzésekben több olyan mozzanat is van, amelynek történetiségét kétségbe lehet vonni. Ezek vagy olyan korábbi forrásokból kerültek a szövegbe, amelyek megbízhatatlanságát a krónika összeállítói nem ismerték fel, vagy az összeállítók saját korukbeli vélekedésekkel egészítették ki a források hiányosságait. Annaleseket csak a 7. század során kezdtek el írni Wessexben, az első év, amely egyes szakértők véleménye szerint már biztosan történeti forrásokon alapult a 648-as.
Angliában az annales műfaja a húsvéttáblázatokból alakult ki. A mozgó ünnep időpontjának kiszámításában segítő táblázatokban az asztronómiai adatok mellett rövid, az évről szóló feljegyzéseket írtak, hogy az évszámok mellett még valami más alapján is meg lehessen különböztetni az esztendőket. E feljegyzések egyre több helyet kezdtek elfoglalni, míg kinőtték a táblázat rácsait, és lassan tömör, de viszonylag részletes történeti elbeszéléssé váltak.
Az első nyugati szászok 495-ben bukkannak fel a krónikában: a szöveg itt említi először Cerdicet, a Wessexi Királyság alapítóját. A 661. évi bejegyzésben Cenwalh király egyik csatájáról megemlítik, hogy húsvétkor zajlott – ez a pontosság arra utal, hogy az írnok itt már egy korabeli forrást használt.
Az Alfréd uralkodásáról szóló anyagban kenti, merciai, déli szász és főleg nyugati szász események szerepelnek, de Cynewulf történetének kivételével nem igazán részletesen. A 755. év bejegyzése arról szól, hogyan vesztette el Sigeberht a trónt Cynewulffal szemben, és jóval hosszabb, mint a körülötte lévők, sőt a szereplők meg is szólalnak benne. A szöveg jellegzetességeiből a kutatók arra következtetnek, hogy az írnok valószínűleg sagákból dolgozott.
A bejegyzések a 8. század végén zajló dán inváziótól kezdve lesznek részletesebbek.

### A krónika nézőpontja(i)
Egyes történészek szerint az Angolszász krónika Alfréd udvara által készített propaganda, amely a dinasztia hatalmát és az uralkodó iránti hűséget akarta megszilárdítani. R. H. C. Davis 1971-es Nagy Alfréd: Propaganda és igazság című tanulmányában például azt írja, a krónika a király közvetlen irányítása alatt készült, mintha csak ő maga írta volna. Ez azonban nem tekinthető általánosan elfogadott álláspontnak.
A 829-es év bejegyzésében Egbert northumbriai hadjáratáról esik szó. A krónika szerint, miután Egbert meghódította Merciát és Essexet, elnyerte a bretwalda címet, vagyis ő lett egész Anglia uralkodója. Ezután Northumbriába ment, ahol „behódolást és békét” ajánlottak neki. A Wendoveri Roger 13. században írott krónikájában felhasznált northumbriai források azonban más képet tárnak elénk: „Miután Egbert megszerezte a déli királyságokat, hatalmas sereggel érkezett Northumbriába, a tartományt elpusztította, kifosztotta, és Eanred királyt megsarcolta.”
Az annalesek íróinak eltérő vagy épp elfogult nézőpontjaira helyenként a szövegváltozatok közötti különbségek mutatnak rá. Két példánk mindegyike Mercia earljével, Ælfgarral kapcsolatos.
Ælfgar 1051-ben East Anglia earlje lett, miután a korábbi earlt, Godwint Hitvalló Eduárd száműzte. A következő évben a király megbékélt Godwinnal, és ismét East Anglia urává tette. Godwin 1053-ban meghalt, az earlség fiára Harold Godwinsonra szállt. Ælfgart talán efölött érzett felháborodása miatt, de valójában nem tudni, milyen okkal 1055-ben száműzték. A [C], [D] és [E] változatok ezt írják a döntésről:
[C]: Ælfgar earlt, Leofric earl fiát minden ok nélkül törvényen kívül helyezték…

[D]: Ælfgar earlt, Leofric earl fiát jóformán minden ok nélkül törvényen kívül helyezték…

[E]: Ælfgar earlt törvényen kívül helyezték, mert valaki azzal vádolta meg, hogy elárulta a királyt és a népet. És ő elismerte ezt az összegyűltek előtt, de a szavakat akarata ellenére ejtette ki.
A Peterborough-i krónika forrásának kenti szerzője Harold pártjához tartozhatott, ezért próbálja jogosnak beállítani az ítéletet azzal, hogy Ælfgar a kihallgatásán elszólta magát, és akarata ellenére beismerte bűnösségét.
A száműzött Ælfgar Gruffydd ap Llywelyn walesi király segítségét kérte, és sereggel tért vissza Angliába, de a kezdeti összecsapások után diplomáciai úton rendezték a nézeteltérést Eduárddal. Amikor Ælfgart 1058-ban – ugyancsak ismeretlen indokkal – másodszor is száműzték, ő ismét walesi szövetségeséhez fordult. A [D] kéziratban ezt olvassuk:
Ekkor Ælfgar earl elűzték, de rövidesen visszatért, erőszakkal, Gruffydd segítségével. És ekkor egy portyázó hajóhad érkezett Norvégiából; de kimerítő lenne elmondani, mi minden történt.
Mint más forrásokból kiderül, a norvég támadás, amelyre [D] nem kíván kitérni, a többi változat pedig meg sem említi, nem volt épp jelentéktelen esemény. A legkésőbb a 10. században összeállított walesi Annales Cambriae arról ír, hogy Magnús norvég herceg, III. (Keménykezű) Harald fia Gruffydd-dal együtt nagy pusztítást vitt véghez Angliában. Az ír Annals of Tigernach egy nagy flottával végrehajtott invázióról beszél, amelynek hajói Norvégiából, az Orkney-szigetekről, a Hebridákról és Dublinból gyűltek össze. A norvégok jelenléte a térségben ekkortájt kezdett megerősödni, de hogy valóban Ælfgar és Gruffydd oldalán avatkoztak volna bele a konfliktusba, kérdéses; lehet, hogy az Annales Cambriae (és később worcesteri John) egy önálló norvég támadást mos össze a belharcokkal – de akárhogy is történt, az epizódról szóló beszámolók hiánya mutatja, hogy az Angolszász krónikából akár fontosabb események is kimaradhattak.

### Az újév változó időpontja
Az Angolszász krónika több helyen és több évszázad alatt írt szövegének nyomon követéséhez fontos megállapítani, hogy az egyes írnokok mikortól számították az évek kezdetét. Az [E] kézirat 1091-es bejegyzése például karácsonnyal nyit – akkoriban bizonyos országokban valóban ez az ünnep szolgált az újév kezdeteként. A [C] szöveg egy részén egy másik hagyományos évkezdet fedezhető fel: március 25. Az 1044. év alatt feljegyzett utolsó esemény Hitvalló Eduárd január 23-i házassága, április 22-t pedig már az 1045. évnél említik. Más kéziratokban szeptemberi újévvel is találkozunk.

## A krónika mint a középkori történészek forrása
A három legfontosabb angol-normann történész mindegyike – Worcesteri János, Malmesburyi Vilmos és Huntingdoni Henrik – rendelkezett az Angolszász krónika egy-egy példányával, akárcsak kortársuk, a 11-12. századi krónikás szerzetes, Durhami Simeon. A késő középkor történészei szintén ismerték és használták a krónikát, közvetve vagy közvetlenül, és az lassan „az angol történeti hagyomány főáramának központi műve lett”.
A Huntingdoni Henrik tulajdonában lévő szöveg az [E] változathoz állhatott a legközelebb. Historia Anglorumában a krónika 1121 utáni anyagának már nincs nyoma, vagyis példánya vagy maga a Peterborough-i krónika ([E]) lehetett közvetlenül annak elkészülte után, vagy annak egy másolata, amelyből a frissebb bejegyzések kimaradtak, vagy [E] forrásának egy másik másolata. Henrik művében a [C] szövegváltozat nyomai is kimutathatók.
Nem tudni, melyik szöveg feküdt Geoffrey Gaimar előtt, aki a 12. század első felében angol-normannra fordította a krónika nagy részét (L'Estoire des Engles). Dorothy Whitelock szerint egy „[E]-nél vagy [F]-nél valamivel jobb” szöveg lehetett. Gaimar utal rá, hogy a krónika egy példányát az ő korában Winchesterben őrizték. Ha ez ugyanaz a (később elveszett) példány volt, amelynek ottlétéről a 10. század közepéről is van tudomásunk, az megmagyarázná, miért hagyták abba [A] frissítését, és később miért adták oda a canterburyi apátságnak.
A 13. századi Waverley annalesek forrásaként használt szövegváltozat ugyancsak [E] környezetéből származhatott, de a Peterborough-ról szóló részletek nem szerepeltek benne.
A Worcesteri Jánosnak tulajdonított latin nyelvű világtörténet, Chronicon ex chronicis forrása [A]-hoz közeli szöveg lehetett, mivel csak ebben találhatók meg azok az I. Eduárd hadjáratairól és Winchester városáról szóló információk, amelyek Jánosnál is felbukkannak. A Chronicon helyenként [D]-hez is hasonlít, bár közel sem fordít akkora figyelmet I. Margit skót királynőre. János ismerte a Merciai regisztrumot, amely csak [C]-ben és [D]-ben található meg, és a 979-982 közötti bejegyzéskhez is hozzáfért, amelyek csak [C]-ben szerepelnek. Mindezek alapján elképzelhető, hogy János szövege [D] felmenői között volt.
A Malmesburyi Vilmos rendelkezésére álló szöveg a Peterborough-i krónika forrása, vagy azon forrás egy másik másolata (de nem maga [E]) lehetett. Vilmos említi, hogy az annalesek nem írnak Alfred Atheling (II. Ethelred fia, Hitvalló Eduárd testvére) megöléséről, vagyis sem [C], sem [D] nem volt ismert előtte, ezek ugyanis említik a gyilkosságot. Írásainak azon helyei, amelyek [D] ismeretére látszanak utalni Worcesteri John művéből is származhatnak. Vilmos nem említi Cenwealh 652-es csatáját, amely szerepel az [A], a [B] és a [C] kéziratokban is, de [E]-ben nem; ír viszont Cenwalh Wirtgernesburgnál vívott ütközetéről, ami viszont egyetlen általunk ismert kéziratban sem szerepel, így feltehető, hogy egy előttünk ismeretlen változatból dolgozott.

## Szövegkiadások
Az angol nyelvész, Abraham Wheelocke (korabeli írásmóddal Wheloc), aki 1632-től az arab nyelv professzora, egyben a könyvtár munkatársa volt a Cambridge-i Egyetemen, készítette el az Angolszász krónika editio princepsét, első nyomtatott kiadását 1643-44-ben. (Ő rendezte sajtó alá az óangol nyelv egy másik jelentős művét, Béda egyháztörténetét is.) A szöveg a 16. századi antikvárius, Laurence Nowell átiratán alapult, amelyet a Winchesteri krónika akkor még teljes másolatáról ([A2]) készített.
Az 1692-ben Lincoln püspökévé lett Edmund Gibson ugyanebben az évben jelentette meg azt a Chronicum Saxonicum című kétnyelvű, óangol és latin kiadást, amely a 19. századig mértékadónak számított. Ez volt az óangol szöveg első kritikai kiadása: Gibson több kéziratot dolgozott össze; a kötetet jegyzetekkel, előszóval és kronológiával látta el.
A Benjamin Thorpe által a Rolls könyvsorozat számára sajtó alá rendezett 1861-es kiadás már nem összevontan, hanem egymással párhuzamosan közölte a hat kézirat szövegét, A-F betűkkel jelölve.
Az [A] és [E] kéziratokat pár évvel később John Earle is kiadta Two of the Saxon Chronicles Parallel (1865) címen. A kötet más szövegváltozatokból is tartalmazott mutatványokat. A könyv javított kiadását Charles Plummer szerkesztette, két kötetben jelent meg 1892-ben és 1899-ben.
Az 1980-as években elkezdődött az egyes kéziratok kritikai kiadása, The Anglo-Saxon Chronicle: A Collaborative Edition sorozatcím alatt.
A Project Gutenbergen olvasható változat több helyen említi Magyarországot, illetve megemlíti "Attila"-t mint a Hunok királyát.

## Magyarul
- Asser: Alfred angolszász király élete; ford., jegyz., utószó Kiss Sándor; Attraktor, Máriabesnyő, 2014

## Fordítás
- Ez a szócikk részben vagy egészben  az   Anglo-Saxon Chronicle című angol Wikipédia-szócikk ezen változatának fordításán alapul.  Az eredeti cikk szerkesztőit annak laptörténete sorolja fel. Ez a jelzés csupán a megfogalmazás eredetét és a szerzői jogokat jelzi, nem szolgál a cikkben szereplő információk forrásmegjelöléseként.

## Részletek a Krónikából magyarul
- Vikingek az Angolszász Krónikában; sajtó alá rend. és a bevezetést írta Rimaszombati Károly; Documenta Historica 31. Szeged, JATE Történész Diákkör, 1997